# Naididae
Die Naididae (Syn.: Tubificidae Vejdovský, 1876) sind eine Familie der Ringelwürmer (Annelida). Sie gehören zur Ordnung der Wenigborster (Oligochaeta). Es handelt sich um recht unterschiedlich aussehende, ca. 1–100 mm lange Würmer, die sowohl im Meer als auch im Süßwasser vorkommen. Zu ihnen gehört auch das bei Aquarianern beliebte Fischnährtier Tubifex tubifex.

## Merkmale
Die Schlammröhrenwürmer weisen einerseits die allgemeinen Kennzeichnen der Gürtelwürmer (Clitellata) und der Wenigborster (Oligochaeta) auf. Daneben zeichnen sie sich speziell durch charakteristische zweispitzige Borsten aus.
Manche Arten (nur innerhalb der Naidinae) haben sekundär einfache Augen entwickelt. Ferner können bei den Tubificinae vereinzelt Penisbildungen auftreten.

## Biologie und Ökologie
Die Naididae sind wie die Wenigborster im Allgemeinen grundsätzlich Zwitter. Die Vermehrung geschieht daher grundsätzlich über die normale zweigeschlechtliche Fortpflanzung. Daneben kommt aber auch ungeschlechtliche Vermehrung durch Kettenbildung und Teilung vor (insbesondere bei den Naidinae).
Manche Arten sind durch Hämoglobin blutrot, z. B. die Tubifex-Arten. Manche Arten haben hierdurch und durch andere physiologische Anpassungen die Möglichkeit, eine Zeit lang unter sauerstofffreien Bedingungen zu überleben. Einige Arten werden zur Gewässergütebeurteilung herangezogen.
Meeresarten, die in sauerstofffreien sulfidischen Milieus leben, haben vielfach keinen funktionierenden Darm, sondern leben in Symbiose mit speziellen chemoautotrophen Bakterien (z. B. Gattung Inanidrilus).
Gattungen, die im Gewässerschlamm von Flüssen oder stehenden Binnengewässern vorkommen, sind u. a. Tubifex und Limnodrilus. Eine Massenvermehrung tritt nur in Gewässern auf, deren Sedimente einen hohen Anteil an verwertbarem organischem Material haben.

## Vorkommen
Die Naididae kommen überwiegend im marinen Bereich vor, daneben aber auch häufig im Süßwasser.

## Systematik
Die Naididae umfassen etwa 800 Arten und werden in mehrere Unterfamilien aufgeteilt, die früher teilweise als Familien geführt wurden oder teilweise immer noch werden. Beispielsweise waren die Naidinae früher eine eigene Familie. Nach der Zusammenlegung mit den Unterfamilien der damals so genannten Tubificidae wurde die gesamte Familie auf Grund der Prioritätsregel in Naididae umbenannt. Andererseits kann die folgende Gesamtzusammenstellung teilweise auch als Überfamilie Tubificoidea aufgefasst werden, in denen die meisten Unterfamilien den rang von Familien erhalten. Die weitere molekulargenetische Forschung kann auch in der Zukunft noch zu größeren Veränderungen in der Systematik führen.

### Unterfamilien
Molekulargenetische Untersuchungen ergaben folgende Verwandtschaftsverhältnisse:
- Unterfamilie Naidinae – etwa 22 Gattungen; durchsichtige Würmer mit einer Länge von ca. 1–25 mm. 
  - Tribus Naidini
    - Gattung Chaetogaster
      - Art Chaetogaster diastrophus
      - Art Chaetogaster langi

  - Tribus Derini
    - Gattung Aulophorus
      - Art Aulophorus furcatus (Hülsenwürmchen)
      - Art Aulophorus africanus

    - Gattung Allodero
    - Gattung Dero
    - Gattung Rhopalonais

  - Tribus Pristinini Lastočkin, 1921 (manchmal auch als Unterfamilie Pristininae)
    - Gattung Pristina Ehrenberg, 1928
      - Art Pristina aequiseta
      - Art Pristina longiseta
      - Art Pristina proboscidea

    - Gattung Pristinella Brinkhurst 1985
      - Art Pristinella amphibiotica
      - Art Pristinella rosea
- Unterfamilie Limnodriloidinae
- Unterfamilie Phallodrilinae – 4 Gattungen.
- Unterfamilie Rhyacodrilinae – 9 Gattungen, z. B. Branchiura.
- Unterfamilie Telmatodrilinae – 1 Art (Alexandrovia ringulata Sokolskaja 1961).
- Unterfamilie Tubificinae – mindestens 35 Gattungen. Gattungen Limnodrilus, Potamothrix, Tubifex usw. Näheres s. unter Tubifex.

Fallweise werden folgende monotypische oder monogenerische Taxa ebenfalls als eigene Unterfamilien aufgefasst, manchmal sind diese in der Systematik sogar im Familienrang zu finden:
- Unterfamilie Dorydrilinae – nur 1 Gattung, Dorydrilus Piguet 1913, mit 3 Arten.
- Unterfamilie Lycodrilinae – nur 1 Gattung, Lycodrilus Grube 1873, mit mehreren Arten.
- Unterfamilie Parvidrilinae – nur 1 vor kurzem beschriebene Gattung und Art: Parvidrilus spelaeus Erséus 1999.